# Jeeep
Макси́м Евге́ньевич Гололо́бов (род. 7 сентября 1974, Москва, СССР), более известный как Jeeep (Джип) — российский рэп-исполнитель, бывший участник рэп-групп «К.Т.Л. Ди.Л.Л.», «Рабы лампы», D.O.B. Community, «Империя», «Ярость Inc.». Является основателем и участником проекта T.I.R.
В 1992 году Джип вошёл в состав группы «К.Т.Л. Ди.Л.Л.», с которой записал восемь треков до момента её распада. В 1996 году вместе с Грюндиком образовал дуэт «Рабы лампы», выпустивший единственный альбом «Это не больно». После смерти Грюндика вошёл в состав группы D.O.B. Community, с которой выпустил три альбома. В 2004 году Джип выпустил сольный альбом «Здесь был я». В 2010 году совместно с рэперами Лигалайзом и Максом Ломаком (экс-FMWL) создал проект «Ярость Inc.», издавший один альбом «Бочка дёгтя». В 2016 году вместе с бас-гитаристом Алексеем Авдеевым основал дуэт T.I.R. Принял участие в создании документальных фильмов «Раб лампы» (2016), «ЮГ: Последнее слово» (2016) и «BEEF: Русский хип-хоп» (2019).
В 2004 году портал Rap.ru упомянул Джипа как «самого экспрессивного МС из состава D.O.B. Community» и как обладателя «самого оригинального голоса в русском рэпе», а участников группы «К.Т.Л. Ди.Л.Л.» назвал «легендами андеграунда». В 2007 году российское издание журнала Billboard назвало D.O.B. Community «знаковой формацией», а группы «К.Т.Л. Ди.Л.Л.» и «Рабы лампы» отнесло к числу «королей андеграунда Москвы». В том же году портал Rap.ru указал участников группы D.O.B. Community «легендарными», а спустя два года журнал «RAPпресс» упомянул группу как «культовую». В 2015 году портал The Flow назвал D.O.B. Community «знаковым хип-хоп-объединением 90-х», группу «К.Т.Л. Ди.Л.Л.» — «первопроходцами московского андеграунда», а группу «Рабы лампы» — «новой рэп-поэзией».

## Карьера
В 1991 году Максим Гололобов увлёкся хип-хоп-музыкой благодаря знакомству с Сергеем «Sir-J» Булавинцевым, у которого на тот момент была коллекция американской рэп-музыки, привезённой им самим из США. Гололобов часто проводил время дома у Сирджея, слушая и переписывая альбомы на аудиокассеты. В 1992 году Гололобов познакомился в клубе «2/2» с будущими участниками группы «Братья Наличные» (N’Pans, Буал, Джексон), которые стали обучать его брейк-дансу. Именно они и прозвали его «Джип» из-за его красной куртки с нашивкой с надписью «Jeep», которую он носил.

### К.Т.Л. Ди.Л.Л.
19 декабря 1991 года Джип познакомился с танцором из Мадагаскара по имени Кристин, который пригласил его поработать на подтанцовке у рэпера MC Энтони на дискотеке Jump в УСЗ «Дружба» в «Лужниках» на музыкальном шоу-проекте «Игорь’С Поп-шоу». В этот же день там выступала группа «Мальчишник», у которых на подтанцовке были брейкеры — Кирилл Лисовский («Тюлень») и Дмитрий Ланин («Лось»). После концерта произошло знакомство Джипа с Тюленем и Лосем, у которых на тот момент была идея создать рэп-проект под названием «К.Т.Л. Ди.Л.Л.» (аббревиатура полных имён Тюленя и Лося: Кирилл «Тюлень» Лисовский и Дима «Лось» Ланин). Джип решил присоединиться к их группе. Пригласив его к себе домой в Орехово-Борисово Северное, Тюлень показал ему свои тексты и музыку. Стоимость записи одного трека на студии в то время стоила от ста до двухсот долларов, поэтому Джип предложил им записать две песни на деньги отца его нового знакомого, Константина Василевского («Айсберг»), с которым он познакомился в клубе «Дукат». Встреча участников группы с Василевским произошла на концерте французского рэпера MC Solaar в клубе «Орион» 5 июня 1992 года.
Через несколько дней они вчетвером отправились в студию и записали первую песню под названием «Ты труп». Ещё через две недели был записан трек «Вне опасности только убитый» (она же «Улицы»). В записи обоих треков принял участие гитарист Зуй. На следующий день после записи трека «Улицы» группа «К.Т.Л. Ди.Л.Л.» выступила с ним на Втором московском фестивале рэп-музыки «Эм-Си-шоу», организованным продюсером Лики Эм Си, Сергеем Обуховым (студия «Класс»), в московском Парке Горького 21 июня 1992 года. Председателем жюри фестиваля был музыкальный критик Артемий Троицкий. Группа «К.Т.Л. Ди.Л.Л.» заняла третье место, второе место досталось Bad Balance, а первое заняла группа «MD & C Павлов».
В начале 1993 года на студии SBI Records совместно с техно-группой The Cool Front («Холодный Фронт») был сделан ремикс на песню «Ты труп», а также записана песня «Их нет среди света» (она же «Они»). Тогда же с одной местной рок-группой при участии гитариста Зуя была записана песня «Запретный квартал», с которой группа выступила два раза. В то время участники группы начали употреблять марихуану, под влиянием которой на студии «MixArt» у Александра Корнышева в апреле были записаны последние три песни: «Мой каждый новый день», «Я жду ночь» и «Тебе будет легче». Тексты песен «Мой каждый новый день» и «Я жду ночь» были придуманы Тюленем дома у Богдана Титомира после празднования его дня рождения. В мае Дмитрий Ланин («Лось») ушёл служить в армию на год. В июне группа «К.Т.Л. Ди.Л.Л.» в составе из двух человек, Джипа и Айсберга, выступила с песней «Ты труп» на фестивале «Белые ночи Санкт-Петербурга» в БКЗ «Октябрьский», куда были приглашены ведущие передачи Yo! MTV Raps. Осенью Джип ушёл служить в армию. С его уходом группа не записала ни одного нового трека, поскольку движущей силой в ней, по его мнению, всегда был он. В 1994 году песни «Мой каждый новый день» и «Я жду ночь» вышли на сборниках «Рэп вокруг тебя» от студии «Союз» и «Da Moscow Rap Flava».
19 февраля 2013 года основатель группы «К.Т.Л. Ди.Л.Л.», Кирилл «Тюлень» Лисовский, скончался от бронхиальной астмы, которой он страдал с детства. Рэперу было 38 лет.

### Рабы лампы
В 1995 году, вернувшись из армии, Джип узнал о том, что группы «К.Т.Л. Ди.Л.Л.» больше не существует, а её участники подсели на наркотики. Джип также стал наркозависимым. На дне рождения Алексея Смирнова (Lee A.S.) Джип познакомился с Андреем Меньшиковым (Legalize), который пригласил его к себе домой на ВДНХ для создания нового проекта «Рабы лампы». Партнёром Джипа по группе стал Алексей Перминов (Грюндик). В 1996 году группа вошла в состав хип-хоп-объединения D.O.B. Community. Джип поучаствовал в треке D.O.B. Community «Livin' in Style (Stolen Loop Mix)», где исполнил сильно изменённый куплет из трека «Мой каждый новый день». В 1997 году Лигалайз помог группе «Рабы лампы» записать на студии дебютный альбом «Это не больно» и выпустить его в апреле 1998 года на лейбле «Элиас Records».
12 июня 2000 года участник группы «Рабы лампы», Алексей «Грюндик» Перминов, скончался в возрасте двадцати четырёх лет от передозировки наркотиков. В 2000 году после смерти Грюндика был образован проект «Империя», в который вошли группы «Ю.Г.» и D.O.B. Community. Было записано две песни, которые спродюсировал Андрей Кит: «Посвящение» (памяти Грюндика) (при участии Стахея из группы «Тени») и «Суперлирика» (при участии Dime из Nonamerz). Оба трека вышли на сборнике «Лучший хип-хоп 2» летом 2001 года. «Посвящение» позже вышла на переиздании альбома «Это не б.» группы «Рабы лампы» 14 декабря 2001 года. Нецензурная версия «Суперлирики» вышла на сборнике «5 лет RAP Recordz» 20 июня 2002 года.
С 2001 по 2003 год Джип совместно с Михаилом Гуманковым записал четыре новых трека и выпустил их от имени группы «Рабы лампы»: «Мой друг» (2001), «Жизнь такая…» (2002), «Личное» (2003), «Последнее воскресенье» (2003). По словам Джипа, Грюндик планировал в дальнейшем сделать более электронный проект, который Джип и воплотил в жизнь. Позже Джип выпустил ещё один трек «Помойка», записанный в этот период. Все тексты в этих песнях были написаны им самим.

### D.O.B. Community
После смерти Грюндика семь участников D.O.B. Community (Sir-J, Jeeep, Мани Майк, DJ Пахан, Симона Yori, Гвоздь и Ladjak) записали альбом «100 преград преодолев» (2001). После его выхода в составе группы осталось четверо: Sir-J, Jeeep, Мани Майк и DJ Пахан. В таком составе с 2002 по 2004 год был записан второй альбом «Полихромный продукт» (2007).
23 ноября 2004 года на лейбле «Интеллигентный Хулиган Productions» вышел сольный альбом Джипа «Здесь был я», музыку к которому создал Sir-J. В записи альбома приняли участие Sir-J, G-Wylx, «Карандаш», «Ю.Г.» (Кит, С. О. Макъ), DJ Nik1, «Иезекииль 25:17», Сандер и «43 градуса» (Кот, Котэ). 19 декабря 2004 года Джип и Айс воссоединились как «К.Т.Л. Ди.Л.Л.» и выступили с песней «Мой каждый новый день» на юбилейном концерте фестиваля Rap Music.
19 февраля 2009 года на лейбле RAP Recordz вышел совместный альбом Джипа и «Кита» «Наше дело», где Кит представлен только в качестве битмейкера. 5 мая на том же лейбле вышел совместный альбом Сирджея и Джипа под маркой D.O.B. Community «ТреФы-Ф-ФанкоФФ». Дистрибьюцией альбома занимался издательский дом CD Land Records. Этот альбом является данью уважения жанру фанк. В записи альбома приняли участие «Лиса [TZ]», «43 Градуса» и Мани Майк.
25 марта 2010 года на лейбле RAP Recordz вышел совместный альбом Джипа с группой FMWL, «X». Выход релиза сопровождался видеоклипом на песню «Москва-Белград». Альбом был спродюсирован Михаилом Гуманковым, ранее работавшим над продакшном для «Рабов лампы» в 2002 году.

### Ярость Inc.
В 2010 году был создан проект «Ярость Inc.», в состав которого вошли Лигалайз, Джип и Макс Ломак (экс-FMWL). Джип и Ломак были авторами текстов, а Лигалайз отвечал только за музыку. Альбом «Бочка дёгтя» был выпущен на компакт-дисках фирмой грамзаписи «Никитин» 3 ноября 2012 года. Вышли видеоклипы на песни «Тан-Цзы», «Ярость», «Война» и «Три плоскости». В 2013 году Ломак покинул проект, а Джип и Лигалайз стали записывать второй альбом, но к концу года Лигалайз занялся сольной карьерой, так и не доделав альбом. Несколько текстов, записанных для второго альбома, Джип использовал в своём новом проекте. Среди них совместная песня с Сирджеем «Холодно мне», которая вышла на дебютном альбоме T.I.R., «Please Yes».

### T.I.R.
В 2016 году Джип вместе с бас-гитаристом Алексеем Авдеевым («Майор») основал проект T.I.R. (True Industrial Romantic). В 2019 году у группы вышел альбом «Please Yes», а в 2020 году — альбом «Начало».

## Личная жизнь
С 2003 года Максим Гололобов работает в рекламной компании Publicis Groupe Media Eurasia, где начинал карьеру в качестве курьера. Более 10 лет увлекается классическим боксом. Женат. Отец одного ребёнка: Владислава (2007).

## Дискография
Сольные альбомы
- 2004 — Здесь был я

Совместные альбомы
- 2009 — Jeeep & Кит — «Наше дело»
- 2010 — Jeeep & F.M.W.L — «X»
- 2024 — Jeeep & Ян Sun — «Исходный код - Регенерация»

Альбомы в составе групп
- 1998 — Рабы лампы — «Это не больно» (переиздано в 2001, 2003 и 2020 году)
- 2001 — D.O.B. Community — «100 преград преодолев»
- 2007 — D.O.B. Community — «Полихромный продукт»
- 2009 — D.O.B. Community — «ТреФы-Ф-ФunkоФФ»
- 2012 — Ярость Inc. — «Бочка дёгтя»
- 2019 — T.I.R. — «Please Yes»
- 2020 — T.I.R. — «Начало»
- 2023 — T.I.R. — «Молчи»
- 2024 — T.I.R. — «По городу гулять»

Синглы
- 1992 — К.Т.Л. Ди.Л.Л. — «Ты труп»
- 1992 — К.Т.Л. Ди.Л.Л. — «Вне опасности только убитый» (она же «Улицы»)
- 1993 — К.Т.Л. Ди.Л.Л. — «Ты труп» (Cool Front Electro Remix)
- 1993 — К.Т.Л. Ди.Л.Л. — «Их нет среди света» (она же «Они»)
- 1993 — К.Т.Л. Ди.Л.Л. — «Запретный квартал»
- 1993 — К.Т.Л. Ди.Л.Л. — «Мой каждый новый день»
- 1993 — К.Т.Л. Ди.Л.Л. — «Я жду ночь»
- 1993 — К.Т.Л. Ди.Л.Л. — «Тебе будет легче»
- 2000 — К.Т.Л. Ди.Л.Л. (Джип, Ice, Тюлень) — «Тебе будет легче» (1993) (D.O.B. Community — «Архив 1992—1996»)
- 2000 — Lily, Ladjak, Михей, Legalize, Джип, Топор, Sir-J — «Livin' in Style» (Stolen Loop Mix) (1996) (D.O.B. Community — «Архив 1992—1996»)
- 2001 — Рабы лампы — «Мой друг» (Рабы лампы — «Это не б.»)
- 2002 — Dime, МФ, Джип, D-Бош — «Непоп» («Лучший хип-хоп #3»)
- 2002 — Сандер (Ртуть) & Джип (Рабы лампы, D.O.B. Community) — «No Sects!» («Rap двух столиц 2»)
- 2002 — Рабы лампы — «Жизнь такая…» («Rapland 4»)
- 2003 — Рабы лампы — «Личное» («Хип-хоп квартал (январь-февраль-март)»)
- 2003 — Рабы лампы — «Последнее воскресенье» («Хип-хоп квартал (июль-август-сентябрь)»)
- 2004 — Jeep — «Раз-два (Новогоднее поздравление)» («YOlka 2005»)
- 2005 — Jeep — «Руки, ноги…» (при уч.  Лиса (T.Z.)) («Хип-хоп квартал (январь-февраль-март)»)
- 2005 — Jeep — «Заморочки» (feat. Фантомас 2000, Sir-J, Кот) («Rap.Ru #3. Сборник лучшего русского рэпа»)
- 2005 — D.O.B. Community — «Такие же (Кузьмитчъ Remix)» («Rap-Style Vol.2»)
- 2005 — Jeeep — «Фанк Офф (Новогоднее Поздравление)» («YOlka 2006»)
- 2005 — Jeeep — «Всё всегда сбывается» («YOlka 2006»)
- 2007 — Джип — «Инструкция» (Гек и друзья — «Земля»)
- 2009 — Sir-J & Jeeep — «Я и мой микрофон» (Sir-J prezents «Взгляд из подвала ч.1: Хип-хоп рекруты»)
- 2016 — Мастер Шеff, White Hot Ice, Руставели, Sir-J, Jeeep — «В нереале» (Miko — «В нереале»)
- 2021 — Jeeep, Ice, Master Spensor — «D.O.Булочная» (Skit) 1996 (D.O.B. Community — «Архив. Часть II»)
- 2021 — Рабы лампы (Грюндиг, Jeeep) — «Аутро» (D.O.B. Community — «Архив. Часть II»)

Гостевые участия
- 1998 — D.O.B. — «Раб лампы» (feat. Рабы лампы) (D.O.B. — «Rushun Roolett»)
- 1998 — D.O.B. — «Джип Ina Houze (Interlude C)» (feat. Джип) (D.O.B. — «Rushun Roolett»)
- 1998 — Туши Свет — «Намёки» (feat. Рабы лампы) (Туши Свет — «Не прислоняться» 2004)
- 1999 — Big Black Boots — «Лучшие МС» (feat. Legalize & Jeep) («Наши: Новое и неизданное»)
- 2000 — Дымовая завеса — «Загадай желание» (feat. Джип, Медный) (Дымовая Завеса — «Без контрацепции…»)
- 2000 — Ю.Г. — «Ода уходящего года» (feat. Рабы лампы и Sir-J) (Ю.Г. — «Дёшево и сердито»)
- 2001 — Отверженные — «Хуже чем жить» (feat. Джип) (Отверженные — «Архив (Музыка Улиц часть 4)»)
- 2003 — Третий Путь – «Раны» (feat. Джип, Зверь (Отверженные)) (Третий Путь – «Кусок жизни (Пяти годам равен)»)
- 2003 — Третий Путь – «Фристайл (Междутема)» (feat. Джип) (Третий Путь – «Кусок жизни (Пяти годам равен)»)
- 2003 — Гек – «Про МС» (feat. Джип) (Гек – «Сначала было солнце»)
- 2003 — Da Manifest – «Наши пути» (feat. Jeep (Рабы лампы)) (Da Manifest – «Manifestация»)
- 2004 — Ртуть — «Термометр» (feat. Джип) (Ртуть — «0.5»)
- 2004 — Проект Блокада — «Виват, андеграунд» (feat. Sir-J & Jeeep) («Rapland Music 2004 Часть 2 Треки 20-39»)
- 2004 — D.O.B. — «Слово Джипа» (feat. Jeep) (D.O.B. — «Короли андеграунда»)
- 2005 — Sir-J — «Минимализм» (feat. Jeep 4x4) (Sir-J — «Вниз по ординате»)
- 2008 — Туши Свет Band — «ПДД» (feat. Джип 4x4) (Туши Свет Band — «Hi-Tech: Высокие технологии»)
- 2008 — Ноггано — «Голос андеграунда» (feat. Jeeep)
- 2008 — Иезекииль 25:17 — «Остров» (feat. Jeep) (Иезекииль 25:17 / Dj Navvy – Сплавы)
- 2009 — А. Нуждин, Мастер Шеff, Mr. Simon, Al Solo, Ladjak, Sir-J, G-Wilkes, Крэк (Golden Mic), Мани Майк, Бак, Jeeep, Режик, Iceman — «Rap Music 2008» («Rap Music Live 2008»)
- 2009 — Мастер ШЕFF — «Rap Music» (feat. Mr. Simon, Al Solo, А. Нуждин, LadJak, Sir-J, G-Wilkes, Крэк (Golden Mic), Мани Майк, Бак, Jeeep, Режик, Ice, Банан) («Hip-Hop Info #9»)
- 2010 — tonn_pavloff — «Это D.O.B. Community» (feat. Sir-J, Jeeep) (tonn_pavloff — «Настоящий хип-хоп»)
- 2010 — tonn_pavloff — «Настоящий хип-хоп» (feat. Винт, Mad Max, MC Mix, Shotgun, Dime, Гек, Money Mike, Jeeep, MD&C Павлов, Maestro A-Sid, Серж СТДК UzCoast, Папа Гусь, Про100%Фрол, Скаля, Хром, Al Solo, Варчун, Злой, Sir-J, Мук, Деловой, Ленин, Карандаш, Мастер Шеff, DJ LA) (tonn_pavloff — «Настоящий хип-хоп»)
- 2011 — Джимми Джей — «Я устал» (feat. Стэпман, Mal Da Udal, Jeeep (D.O.B. Community)) (Джимми Джей — «Очень личное»)
- 2013 — Raptila Camaradaz — «Разрушители мифов» (feat. Jeeep) (Raptila Camaradaz — «Разрушители мифов»)

Чарты и ротации
С 2003 по 2004 год в хип-хоп-передаче «Фристайл» на «Нашем Радио» прозвучали песни с участием Джипа: «Так уж сложилось» и «Троешники» группы D.O.B. Community, «Суперлирика» проекта «Империя» и «TV Shit» и «ПККЖС» группы «Рабы лампы».

## Фильмография
Документальные фильмы
- 2016 — «Раб лампы»[46]
- 2016 — «ЮГ: Последнее слово»[47]
- 2019 — «BEEF: Русский хип-хоп»[48]

Видеоклипы
- 2001 — «Мы» (в составе D.O.B. Community)
- 2010 — «Москва-Белград» (совместно с FMWL)
- 2012 — «Тан-Цзы» (в составе «Ярость Inc.»)
- 2012 — «Ярость» (в составе «Ярость Inc.»)
- 2013 — «Война» (в составе «Ярость Inc.»)
- 2013 — «Три плоскости» (в составе «Ярость Inc.»)